# Murder Is Easy (película)
Murder Is Easy (titulada: El asesinato es fácil en Argentina y Matar es fácil en España y Venezuela) es un telefilme estadounidense de crimen y misterio de 1982, dirigido por Claude Whatham, escrito por Carmen Culver y basado en la novela Matar es fácil de Agatha Christie, musicalizado por Gerald Fried, en la fotografía estuvo Brian Tufano y los protagonistas son Bill Bixby, Lesley-Anne Down y Olivia de Havilland, entre otros. Este largometraje fue realizado por CBS Entertainment Production, David Wolper-Stan Margulies Productions y Warner Bros.; se estrenó el 2 de enero de 1982.

## Sinopsis
En un viaje en tren a Londres, una anciana le cuenta a un matemático de Estados Unidos que está por delatar a un asesino, este mató a 3 personas en su pueblo.